# Championnat de Belgique de football de quatrième division 2012-2013
Navigation
saison précédente saison suivante
Le Championnat de Belgique de football D4 2012-2013 est la soixante-et-unième édition du championnat de Promotion (D4) belge.
La procédure reste identique aux saisons précédentes : le champion de chaque série est promu en Division 3. Dans chaque série, les vainqueurs de période (de 10 matches chacune) ou les équipes classées directement sous le champion (si le champion a gagné une ou plusieurs périodes, ou si un même club gagne plus d'une période) sont qualifiés pour le Tour final des Promotions.
Les équipes classées à la 13e place dans les différentes séries doivent disputer des « barrages pour le maintien ». Les trois derniers de chaque série sont relégués en séries provinciales.

## Organisation - Réglementation
Les clubs participants sont ventilés en quatre séries selon des critères géographiques. Une convention veut que dans la mesure du possible une même poule comprennent des équipes venant de trois provinces différentes.
Les quatre groupes ont une valeur identique quelle que soit leur appellation (A, B, C ou D). Le champion d'une série est promu direct en  Division 3 pour la saison suivante.
Les trois derniers de chaque séries sont relégués en Division 1 de leur province (P1).

### Champions de périodes
Dans chaque série, la compétition est partagée en trois périodes (aussi familièrement appelées « tranches ») de dix rencontres. Chaque période donne lieu à un classement distinct. Le club qui termine en tête à la fin d'une période est désigné « champion de période » et directement qualifié (à condition de ne pas terminer en position de barragiste ou de relégué au classement général final) pour le tour final pour la montée.

### Tour final pour la montée
Par série, les trois champions de période se qualifient pour un tour final en vue d'une montée éventuelle. Dans certains cas, le classement général final désigne un qualifié (un club champion a gagné une ou plusieurs période, un même club a gagné plusieurs période, un champion de période termine sous la 12e place au classement général final).

### Barrages pour la descente
Le 13e classé de chaque série prend part aux barrages pour le maintien.

## Remarques préliminaires

### «Dossier Tournai»
Le mercredi 12 septembre 2012, le Tribunal de Première Instance de Tournai donne raison au R. FC Tournai qui s'estime injustement puni. Voir détails: « Dossier Tournai »
Si à l'époque, l'URBSFA annonce vouloir se pourvoir en appel ; elle replace le club en Division III.
De ce fait, la Série B ne compte que 15 formations.

#### Imbroglio réglementaire
Les clubs de Promotion restent dans l'expectative à la suite de ce dossier Tournai, surtout en ce qui concerne le principe des relégations. L'URBSFA confirme que le nombre de descendants n'est pas modifié: 1 barragiste et 3 descendants par série. Donc 12 relégués directs.
Cette affirmation est curieuse. En effet, prévu pour 64 équipes, le 4e niveau compte 2 formations excédentaires après le repêchage de deux clubs (voir ci-après). Comme la fédération a immédiatement annoncé qu'un descendant supplémentaire viendrait de D3 (de la série à 19 avec Tournai), le fait de ne renvoyer que 12 équipes en P1 n'est pas logique. Ce nombre devrait être de 14. La même logique mathématique voudrait que la « Série C » (débutée à 18) compte 5 relégués et le forfait de Veldwezelt ne devrait rien changer
Au moment de la trêve des Confiseurs, l'URBSFA n'a pas encore fourni de clarté sur cet imbroglio relatif au nombre de descendants.

### Deux clubs repêchés
Par rapport aux verdicts sportifs de la saison précédente, l'URBSFA a décidé de « repêcher » deux clubs. Cette décision fait suite à ce l'on peut appeler le « Dossier Lyra ». Pour rappel, peu avant la fin de la saison 2011-2012, le Lyra avait déposé une réclamation à la suite d'une défaite au FC Charleroi. Obtenant gain de cause, le matricule 7776 avait récupéré trois points et ainsi décroché son sauvetage. Mais à la fin du mois de juin, l'affaire fut traitée « en évocation » à la demande du FC Charleroi qui eut gain de cause.
Face à un dilemme, dans le cas où le dossier censé être rejugé serait défavorable pour le Lyra, la URBSFA opte pour un « jugement de Salomon ». La Royale Union Saint-Ghislain Tertre-Hautrage (reléguée après les barrages) et le Koninklijke Football Club Katelijne-Waver (descendant direct) sont repêchés et peuvent à nouveau prester en Promotion.
L'aménagement des séries place la RUSGTH dans la poule « B », alors que Katelijne est versé dans la série « C ».
Everbeur Sport glisse de la série « B » à la « C ». Géographiquement, c'est plus logique vu la localisation de ce club, aux confins du Brabant flamand, du Limbourg et de la Province d'Anvers. De plus, cela permet d'avoir quatre séries avec un nombre pair de participants. La « Série C » compte donc 18 équipes dont les 5 dernières classées sont reléguées.

### Veldwezelt renonce
Engagé dans la « Série C », l'Excelsior Veldwezelt se retrouve en grandes difficultés financières. Ayant vu plusieurs de ses joueurs quitter le navire faute de paiement, le club est contraint de déclarer forfait, le 24 novembre 2012, en raison d'un nombre insuffisant d'éléments alignables, lors de la venue de Vosselaar. Après une de dernière sortie (défaite 4-0)à Bree, le « matricule 3624 » déclare forfait général début décembre 2012. L'URBSFA retire tous les résultats enregistrés avec Veldwezelt, le classement final est établi sur 32 matches.
Malgré leurs efforts les dirigeants et bénévoles du club limbourgeois n'ont pas su mener à bien leur plan de liquidation de l'ancienne ASBL et la structuration d'une nouvelle. Le cercle quitte les séries nationales où il est présent depuis 14 saisons consécutives (dont 2 x 3 en Division 3). Il est plus que probable que la radiation définitive attend cette association vieille de plus de 70 ans.

### Changement d'appellation
Depuis la fin de la saison précédente, le Verbroedering Meldert (matricule 8126) change son appellation et devient le Tot Herstel Onze Rechten Kokerij Meldert ou THOR Kokerij Meldert, matricule 8126. Cette dénomination était celle d'un des deux cercles ayant fusionné en 2004 pour former le « Verbroedering ». L'autre cercle était l'Eendracht Meldert (matricule 6367).

### Dilbeek en grandes difficultés
Le club de Dilbeek Sport (Série B) connaît de sérieuses difficultés financières depuis la fin de la saison précédente. Le cercle qui n'évolue qu'avec des jeunes éléments est proche de renoncer en décembre 2012, mais tente de terminer la saison avec les moyens du bord.

### Turkania Faymonville, en danger puis sauvé
Le RFC Turkania Faymonville (Série D) est aussi dans les soucis. Alors que son président, Monsieur Werner Giet souhaite prendre du recul par rapport au football aucun repreneur ne se présente. Une fusion est évoquée et devrait avoir lieu ave le Wallonia Waismes (P2) pour former le Turkania Waismes et évoluer en P2. Cela tarde à se concrétiser face aux réticences au sein du Turkania. Le club tente de se maintenir en « Promotion » pour, comme le prévoit le règlement, de permettre à un club liégeois de récupérer sa place en cas d'arrêt.
Mais à vers la fin du mois de mars 2013, une solution positive se dégage. Un nouveau président, Monsieur Michel Hannes, est présenté. L'entraîneur de la saison suivante a déjà été choisi (Manu Crasset) de même que quatre transferts entrants sont déjà réalisés. Une grande part du noyau 2012-2013 s'apprête à prolonger chez les « Turcs ». La pérennité du matricule 1798 semble assurée et le principal souci redevient d'assurer le maintien en « Promotion ».

## Elargissement aux Espoirs D1 annulé
Dans le courant de cette saison, des pourparlers sont entamés entre les responsables de la Ligue professionnelle et les cercles des divisions infrérieures (D3 et Promotion) afin d'autoriser la participation des équipes « Espoirs » de D1 aux compétitions de Promotion (niveau 4) dès la saison 2013-2014.
Les premiers échos favorables n'aboutissement cependant pas. Alors que la ligue de Promotion est favorable et que celle de Division 3 est ouverte au débat, c'est la Pro league elle-même qui range le projet dans son carton « pour une période indéterminée ». Steven Maertens, CEO de la Fédération, parle d'une belle occasion manquée...

## Le FC Charleroi absorbe Heppignies
Le mercredi 15 mai 2013, se confirme la rumeur: le FC Charleroi (matricule 94) absorbe la R. JS Heppignies-Lambusart-Fleurus (matricule 5194).
À noter qu'il n'y a aucune « fusion » réalisée. Dans la réalité des faits, la direction du « matricule 94 » prend les commandes du « matricule 5194 » qui prend l'appellation de Royal Charleroi Fleurus et qui évoluera en D3 lors du championnat  2013-2014. Ce club disputera ses matches à domicile au stade de La Neuville à Montignies-sur-Sambre.
Le « matricule 94 » lui est...à vendre.

## Clubs participants
Soixante-six clubs prennent part à cette édition, soit deux de plus par rapport à la saison précédente. Les clubs sont répartis en quatre séries. Trois poules comptent 16 équipes et une en totalise 18.

### Série A
| #  | Nom                                      | Mat. | Ville              | Stades                     | Provinces       | En Prom depuis  | Total en Prom. | S. précédente               |
| -- | ---------------------------------------- | ---- | ------------------ | -------------------------- | --------------- | --------------- | -------------- | --------------------------- |
| 1  | Koninklijke Voetbal Klub Ieper           | 100  | Ypres              | KVK Ieperstadion           | Fl. occidentale | 2010-2011 (3e)  | 24 saisons     | 2e Série A                  |
| 2  | Tot Herstel Onze Rechten Kokerij Meldert | 8126 | Meldert            | van den Steen-Demeystadion | Fl. orientale   | 2004-2005 (9e)  | 14 saisons     | 3e Série A                  |
| 3  | Sportkring Berlare                       | 7850 | Berlare            | Puitenstadion              | Fl. orientale   | 2008-2009 (5e)  | 5 saisons      | 4e Série A                  |
| 4  | Sportkring Terjoden-Welle                | 4133 | Denderleeuw        | Van Roystadion             | Fl. orientale   | 2010-2011 (3e)  | 3 saisons      | 5e Série A                  |
| 5  | Sporting West Harelbeke                  | 1574 | Harelbeke          | Forestierstadion           | Fl. occidentale | 2011-2012 (2e)  | 5 saisons      | 6e Série A                  |
| 6  | Koninklijke Racing Club Gent-Zeehaven    | 11   | Oostakker          | GSPstadion                 | Fl. orientale   | 2009-2010 (4e)  | 27 saisons     | 7e Série A                  |
| 7  | Koninklijke Sint-Eloois-Winkel Sport     | 4408 | Sint-Eloois-Winkel | De St-Ellois-Winkelstadion | Fl. occidentale | 1999-2000 (14e) | 14 saisons     | 8e Série A                  |
| 8  | Koninklijke Football Club Sparta Petegem | 3821 | Petegem            | Sparta Petegemstadion      | Fl. orientale   | 2008-2009 (5e)  | 5 saisons      | 9e Série A                  |
| 9  | Koninkijke Sportkring Maldegem           | 4220 | Maldegem           | De Waelestadion            | Fl. orientale   | 2011-2012 (2e)  | 4 saisons      | 10e Série A                 |
| 10 | Sportkring Eernegem                      | 2777 | Eernegem           | SK Eernegemtadion          | Fl. occidentale | 2010-2011 (3e)  | 12 saisons     | 11e Série A                 |
| 11 | Koninklijke Blue Star Poperinge          | 3172 | Poperinge          | Complex Don Bosco          | Fl. occidentale | 2009-2010 (4e)  | 4 saisons      | 12e Série A                 |
| 12 | Koninklijke Voetbalclub Jong Lede        | 3957 | Lede               | Sportcomplex Ommegang      | Fl. orientale   | 2011-2012 (2e)  | 7 saisons      | 13e Série A                 |
| 13 | Koninklijke Football Club Eendracht Zele | 1046 | Zele               | Gemeentelijk Sportcomplex  | Fl. orientale   | 2012-2013 (1re) | 14 saisons     | Champion provincial         |
| 14 | Olympic Molen Sport Ingelmunster         | 9441 | Ingelmunster       | OMS Ingelmunsterstadion    | Fl. occidentale | 2012-2013 (1re) | 1 saison       | Champion provincial         |
| 15 | Koninklijke Eendracht Appelterre-Eichem  | 3964 | Appelterre-Eichem  | Molenveld                  | Fl. orientale   | 2012-2013 (1re) | 3 saisons      | Tour final P1 Fl. orientale |
| 16 | Koninklijke Sport-Club Menen             | 56   | Menin              | KSC Menenstadion           | Fl. occidentale | 2012-2013 (1re) | 18 saisons     | Tour final interprovincial  |

#### Localisation Série A
| \| Poperinge Ypres Eernegem Harelbeke Ingelmunster Menin St-Eloois-W Maldegem Gand Zele Petegem Lede Meldert T-Welle App.-Eichem Berlare \| Localisation des clubs engagés en Promotion A 2012-2013 |
| Poperinge Ypres Eernegem Harelbeke Ingelmunster Menin St-Eloois-W Maldegem Gand Zele Petegem Lede Meldert T-Welle App.-Eichem Berlare                                                               |

### Série B
| #  | Nom                                         | Mat. | Ville      | Stades                        | Provinces | En Prom depuis  | Total en Prom. | S. précédente              |
| -- | ------------------------------------------- | ---- | ---------- | ----------------------------- | --------- | --------------- | -------------- | -------------------------- |
| 1  | Koninklijke Olympia Sporting Club Wijgmaal  | 1349 | Wijgmaal   | Ymeriastadion                 | Brabant   | 2012-2013 (1re) | 28 saisons     | Div. 3 17e Série B         |
| 2  | Royal Léopold Uccle Football Club           | 5    | Uccle      | Complexe de Neerstalle        | Brabant   | 2010-2011 (3e)  | 9 saisons      | 10eSérie B                 |
| 3  | Royale Union Saint-Ghislain Tertre-Hautrage | 1708 | Tertre     | Stade Bavier                  | Hainaut   | 2010-2011 (3e)  | 3 saisons      | 13e Série B                |
| 4  | Koninklijke Kampenhout Sportkring           | 2615 | Kampenhout | Sportcentrum Kampenhout       | Brabant   | 2011-2012 (2e)  | 8 saisons      | 11e Série B                |
| 5  | Royale Entente Sportive Acrenoise           | 2774 | Deux-Acren | stade des Camomilles          | Hainaut   | 2011-2012 (2e)  | 2 saisons      | 8e Série B                 |
| 6  | Royal Wallonia Walhain Chaumont-Gistoux     | 3262 | Walhain    | stade des Boscailles          | Brabant   | 2007-2008 (6e)  | 7 saisons      | 2e Série D                 |
| 7  | Koninklijke Londerzeel Sportkring           | 3630 | Londerzeel | Burgmeester A. Lambertstadion | Brabant   | 2008-2009 (5e)  | 21 saisons     | 6e Série B                 |
| 8  | Koninklijke Sportkring Lombeek Ternat       | 5365 | Ternat     | Domein Kruikenburg            | Brabant   | 2011-2012 (2e)  | 4 saisons      | 5e Série B                 |
| 9  | Koninkjlijke Dilbeek Sport                  | 6325 | Dilbeek    | Roelandsveldstadion           | Brabant   | 2008-2009 (5e)  | 10 saisons     | 4e Série B                 |
| 10 | Football Club Ganshoren                     | 7569 | Ganshoren  | Complexe Roobaert             | Brabant   | 2011-2012 (2e)  | 2 saisons      | 7e Série B                 |
| 11 | Tempo Overijse Maleizen-Tombeek             | 8715 | Overijse   | Complex Hagaard               | Brabant   | 2009-2010 (4e)  | 9 saisons      | 2e Série B                 |
| 12 | Koninklijke Sportkring Halle                | 87   | Hal        | Kruisveld                     | Brabant   | 2012-2013 (1re) | 10 saisons     | Tour final P1 Brabant      |
| 13 | Royal Sporting Club Templeuvois             | 133  | Templeuve  | stade de la Providence        | Hainaut   | 2012-2013 (1re) | 3 saisons      | Champion provincial        |
| 14 | Koninklijke Olympia Voetbalclub Sterrebeek  | 1002 | Sterrebeek | Het Zeen                      | Brabant   | 2012-2013 (1re) | 1 saison       | Champion provincial        |
| 15 | Royale Union Sportive Genly-Quévy 89        | 4194 | Quévy      | stade de la Motte             | Hainaut   | 2012-2013 (1re) | 1 saison       | Tour final interprovincial |

#### Localisation Série B
| \| Kampenhout Londerzeel Ternat Dilbeek Ganshoren Sterrebeek Wijgmaal Léopold Overijse Hal Walhain Acren RUSGTH Genly-Quevy Templeuve \| Localisation des clubs engagés en Promotion B 2012-2013 |
| Kampenhout Londerzeel Ternat Dilbeek Ganshoren Sterrebeek Wijgmaal Léopold Overijse Hal Walhain Acren RUSGTH Genly-Quevy Templeuve                                                               |

### Série C
| #  | Nom                                              | Mat. | Ville        | Stades                     | Provinces | En Prom depuis  | Total en Prom. | S. précédente        |
| -- | ------------------------------------------------ | ---- | ------------ | -------------------------- | --------- | --------------- | -------------- | -------------------- |
| 1  | Koninklijke Sporting Hasselt                     | 3245 | Hasselt      | Gemeentelijke stadion      | Limbourg  | 2012-2013 (1re) | 10 saisons     | Div. 3 18e Série B   |
| 2  | Koninklijke Football Club Duffel                 | 284  | Duffel       | Sportcetrum Duffel         | Anvers    | 2008-2009 (5e)  | 41 saisons     | 9e Série B           |
| 3  | Koninklijke Football Club Sint-Lenaarts          | 1357 | St)Lenaarts  | KFC St-Lenaarts Complex    | Anvers    | 2007-2008 (6e)  | 6 saisons      | 7e Série C           |
| 4  | Koninklijke Everbeur Sport Averbode              | 2030 | Averbode     | Gemeentelijke Sportcomplex | Brabant   | 2010-2011 (3e)  | 4 saisons      | 11e Série C          |
| 5  | Koninklijke Witgoor Sport Dessel                 | 2065 | Dessel       | Witgoorstadion             | Anvers    | 2006-2007 (7e)  | 20 saisons     | 9e Série C           |
| 6  | Koninklijke Overpeltse Voetbalvereniging         | 2082 | Overpelt     | Sportpark De Leukens       | Limbourg  | 2009-2010 (4e)  | 5 saisons      | 3e Série C           |
| 7  | Koninklijke Voetbalvereniging Vosselaar          | 2391 | Vosselaar    | Vosselaar VV-stadion       | Anvers    | 2011-2012 (2e)  | 13 saisons     | 5e Série C           |
| 8  | Koninklijke Football Club Esperanza Neerpelt     | 2529 | Neerpelt     | Sportpark De Roosen        | Limbourg  | 2011-2012 (2e)  | 12 saisons     | 2e Série C           |
| 9  | Koninklijke Sportkring Bree                      | 2583 | Brée         | KSK Breestadion            | Limbourg  | 2009-2010 (4e)  | 26 saisons     | 4e Série C           |
| 10 | Excelsior Veldwezelt                             | 3624 | Veldwezelt   | Excelsiorstadion           | Limbourg  | 2010-2011 (3e)  | 8 saisons      | 6e Série C           |
| 11 | Koninklijke Excelsior Sportkring Leopoldsburg    | 3904 | Heppen       | Heppenstadion              | Limbourg  | 2006-2007 (7e)  | 15 saisons     | 10e Série C          |
| 12 | Koninklijke Football Club Oosterzonen Oosterwijk | 3970 | Oosterwijk   | KFC Oosterzonenstadion     | Anvers    | 2009-2010 (4e)  | 4 saisons      | 10e Série C          |
| 13 | Koninklijke Football Club Katelijne-Waver        | 4453 | Wavre-Ste-C. | Katelijnestadion           | Anvers    | 2010-2011 (3e)  | 3 saisons      | 14e Série B          |
| 14 | Spouwen-Mopertingen                              | 3970 | Mopertingen  | Complex Blokstraat         | Limbourg  | 2003-2004 (10e) | 28 saisons     | 8e Série C           |
| 15 | Koninklijke Lyra Turn-en Sportvereniging         | 7776 | Lierre       | Lyrastadion                | Anvers    | 2005-2006 (8e)  | 18 saisons     | 12e Série B          |
| 16 | Koninklijke Ternesse Voetbalvereniging Wommelgem | 1085 | Wommelgem    | Sportcentrum Scheersel     | Anvers    | 2012-2013 (1re) | 1 saison       | Champion provincial  |
| 17 | Koninklijke Merksem-Antwerpen Noord Sport-Club   | 544  | Merksem      | Jef Mermansstadion         | Anvers    | 2012-2013 (1re) | 10 saisons     | Tour final P1 Anvers |
| 18 | Koninklijke Lutlommel Voetbalvereniging          | 2770 | Lommel       | Lutlommel VV-stadion       | Limbourg  | 2012-2013 (1re) | 2 saisons      | Champion provincial  |

#### Localisation Série C
| \| Averbode Merksem Ternesse Lyra Duffel Katelijne St-Lenaarts Vosselaar Witgoor Oosterz. Overpelt Lutlommel Neerpelt Bree B-Léopold Veldwezelt Spouwen-Mop. Hasselt \| Localisation des clubs engagés en Promotion C 2012-2013 |
| Averbode Merksem Ternesse Lyra Duffel Katelijne St-Lenaarts Vosselaar Witgoor Oosterz. Overpelt Lutlommel Neerpelt Bree B-Léopold Veldwezelt Spouwen-Mop. Hasselt                                                               |

### Série D
| #  | Nom                                       | Mat. | Ville          | Stades                      | Provinces  | En Prom depuis  | Total en Prom. | S. précédente       |
| -- | ----------------------------------------- | ---- | -------------- | --------------------------- | ---------- | --------------- | -------------- | ------------------- |
| 1  | Royal Olympic Club Charleroi-March.       | 246  | Montignies     | stade de La Neuville        | Hainaut    | 2012-2013 (1re) | 3 saisons      | Div. 3 18e Série A  |
| 2  | Royal Football Club de Liège              | 4    | Seraing        | stade du Pairay             | Liège      | 2011-2012 (2e)  | 4 saisons      | 3e Série D          |
| 3  | Football Club Charleroi                   | 94   | Montignies     | stade de La Neuville        | Hainaut    | 2008-2009 (5e)  | 10 saisons     | 3e Série B          |
| 4  | Union Royale Namur                        | 156  | Namur          | stade communal des Bas-Prés | Namur      | 2011-2012 (2e)  | 13 saisons     | 11e Série D         |
| 5  | Royale Entente Blégnytoise                | 236  | Blégny         | rue de la Belle-Fleur       | Liège      | 2011-2012 (2e)  | 18 saisons     | 13e Série D         |
| 6  | Royal Sprimont Comblain Sport             | 260  | Sprimont       | stade du Tultay             | Liège      | 2008-2009 (5e)  | 7 saisons      | 8e Série D          |
| 7  | Royal Football Club Turkania Faymonville  | 1798 | Faymonville    | rue du Robrou               | Liège      | 2006-2007 (7e)  | 7 saisons      | 4e Série D          |
| 8  | Royal Aywaille Football Club              | 1979 | Aywaille       | avenue de la Porallée       | Liège      | 2009-2010 (4e)  | 4 saisons      | 7e Série D          |
| 9  | Royal Standard Football Club Bièvre       | 2593 | Bièvre         | route de Bouillon           | Namur      | 2011-2012 (2e)  | 2 saisons      | 12e Série D         |
| 10 | Royal Racing Club Hamoir                  | 3114 | Hamoir         | rue du Moulin               | Liège      | 2009-2010 (4e)  | 6 saisons      | 6e Série D          |
| 11 | Royal Racing Club Mormont                 | 3816 | Mormont        | La Forge                    | Luxembourg | 2011-2012 (2e)  | 10 saisons     | 10e Série D         |
| 12 | Royal Football Club de Meux               | 4454 | Meux           | stade des Verts et Blancs   | Namur      | 2011-2012 (2e)  | 8 saisons      | 9e Série D          |
| 13 | Royale Union Sportive Givry               | 6237 | Givry          | stade de la RUS Givry       | Luxembourg | 2009-2010 (4e)  | 4 saisons      | 5e Série D          |
| 14 | Football Club Jeunesse Lorraine Arlonaise | 7763 | Arlon          | stade du FCJLA              | Luxembourg | 2012-2013 (1re) | 30 saisons     | Champion provincial |
| 15 | Royal Cité Sport Grâce-Hollogne           | 2913 | Grâce-Hollogne | Cité du Corbeau             | Liège      | 2012-2013 (1re) | 1 saison       | Champion provincial |
| 16 | Royale Jeunesse Sportive Taminoise        | 3939 | Tamines        | stade Arthur Michaux        | Namur      | 2012-2013 (1re) | 10 saisons     | Champion provincial |

#### Localisation Série D
| \| OC Charleroi FC Charleroi FC Liège Cité Sp. Blégny Faymonville Sprimont Aywaille Hamoir Meux Namur Tamines Bièvre Mormont Givry Arlon \| Localisation des clubs engagés en Promotion D 2012-2013 |
| OC Charleroi FC Charleroi FC Liège Cité Sp. Blégny Faymonville Sprimont Aywaille Hamoir Meux Namur Tamines Bièvre Mormont Givry Arlon                                                               |

## Classements finaux
Légende
- Champion & Promu en Division 3
- clubs ayant remporté une période de 10 matches et qualifiés pour le Tour final des Promotions
- clubs devant disputer un « test-match » pour assurer son maintien en Promotion
- clubs relégué vers les séries provinciales

Abréviations
 : Relégué de Division 3 2011-2012

 : Promu depuis les séries provinciales

R : Club repêché par l'URBSFA à la suite du « Dossier Lyra ».

### Promotion A
- - « Champion d'Automne »: TK Meldert

| Rang | Équipe                      | Pts | J  | G  | N  | P  | Bp | Bc | Diff |
| ---- | --------------------------- | --- | -- | -- | -- | -- | -- | -- | ---- |
| 1    | K. RC GENT-ZEEHAVEN         | 55  | 30 | 16 | 7  | 7  | 48 | 30 | +18  |
| 2    | K. VK Ieper                 | 53  | 30 | 15 | 8  | 7  | 66 | 41 | +25  |
| 3    | K. Sint-Eloois-Winkel Sport | 51  | 30 | 15 | 6  | 9  | 49 | 36 | +13  |
| 4    | THOR Kokerij Meldert        | 47  | 30 | 12 | 11 | 7  | 45 | 37 | +8   |
| 5    | SK Terjoden-Welle (T2)      | 45  | 30 | 13 | 6  | 11 | 54 | 45 | +9   |
| 6    | K. SC Menen                 | 48  | 30 | 13 | 10 | 8  | 56 | 42 | +14  |
| 7    | OMS Ingelmunster            | 46  | 30 | 12 | 10 | 8  | 46 | 34 | +12  |
| 8    | SK Berlare                  | 41  | 30 | 12 | 5  | 13 | 44 | 51 | -7   |
| 9    | K. Blue Star Poperinge (T1) | 43  | 30 | 12 | 7  | 11 | 51 | 52 | -1   |
| 10   | SK Eernegem                 | 42  | 30 | 12 | 6  | 12 | 31 | 39 | -8   |
| 11   | K. FC Eendracht Zele        | 41  | 31 | 11 | 8  | 11 | 47 | 36 | +11  |
| 12   | Sporting West Harelbeke     | 40  | 30 | 13 | 1  | 16 | 49 | 61 | -12  |
| 13   | K. FC Sparta Petegem        | 40  | 30 | 10 | 10 | 10 | 45 | 48 | -3   |
| 14   | K. VC Jong Lede             | 29  | 30 | 7  | 8  | 15 | 35 | 47 | -12  |
| 15   | K. SK Maldegem              | 27  | 30 | 7  | 6  | 17 | 47 | 62 | -15  |
| 16   | K. Eend. Appelterre-Eichem  | 18  | 30 | 5  | 3  | 22 | 26 | 78 | -52  |

#### Tableau des rencontres de la Série A
| Résultats (▼dom., ►ext.)                                   | APP | BER | EER | RCG | HAR | IEP | ING | LED | MAL | MEL | MEN | PET | POP | SEW | TER | ZEL |
| K. Eendr. Appelterre-Eichem                                |     | 1-5 | 1-0 | 1-2 | 1-2 | 1-6 | 3-0 | 2-0 | 1-7 | 0-2 | 1-4 | 2-0 | 1-4 | 0-5 | 0-5 | 1-0 |
| SK Berlare                                                 | 2-0 |     | 1-2 | 1-0 | 1-5 | 1-3 | 0-0 | 1-5 | 3-0 | 4-1 | 0-3 | 0-3 | 3-0 | 2-0 | 1-1 | 2-0 |
| SK Eernegem                                                | 1-0 | 1-0 |     | 0-0 | 1-2 | 0-0 | 1-1 | 2-1 | 1-0 | 0-1 | 2-1 | 1-0 | 1-0 | 1-4 | 1-0 | 2-3 |
| K. RC Gent-Zeehaven                                        | 2-0 | 3-0 | 2-2 |     | 2-0 | 2-1 | 1-0 | 2-0 | 1-2 | 3-0 | 1-1 | 2-3 | 3-0 | 2-4 | 0-2 | 1-0 |
| Sporting West Harelbeke                                    | 3-0 | 0-1 | 2-1 | 2-5 |     | 2-5 | 0-3 | 1-2 | 4-1 | 2-5 | 2-1 | 0-3 | 2-1 | 1-0 | 1-3 | 1-3 |
| K. KV Ieper                                                | 2-0 | 5-4 | 5-1 | 1-1 | 5-1 |     | 1-1 | 3-0 | 2-1 | 0-2 | 1-2 | 3-3 | 1-3 | 2-1 | 2-0 | 2-1 |
| OMS Ingelmunster                                           | 3-1 | 3-0 | 1-0 | 1-1 | 2-0 | 4-1 |     | 1-1 | 2-2 | 1-0 | 2-4 | 1-1 | 2-0 | 3-1 | 3-1 | 2-4 |
| K. VC Jong Lede                                            | 3-2 | 1-1 | 1-2 | 1-0 | 0-1 | 2-2 | 0-1 |     | 1-1 | 1-2 | 2-4 | 1-2 | 3-3 | 1-2 | 1-2 | 2-1 |
| K. SK Maldegem                                             | 2-3 | 1-2 | 0-2 | 0-1 | 1-4 | 0-3 | 1-1 | 1-0 |     | 2-2 | 4-1 | 3-0 | 1-5 | 4-0 | 2-6 | 1-1 |
| THOR Kokerij Meldert                                       | 2-0 | 1-1 | 1-1 | 2-2 | 3-2 | 1-1 | 2-2 | 0-1 | 0-1 |     | 2-1 | 1-1 | 3-0 | 0-0 | 2-2 | 1-3 |
| K. SC Menen                                                | 4-0 | 0-1 | 2-0 | 1-1 | 1-3 | 0-0 | 0-0 | 3-0 | 3-2 | 2-2 |     | 1-0 | 1-1 | 2-2 | 1-1 | 1-1 |
| K. FC Sparta Petegem                                       | 1-1 | 1-4 | 1-0 | 2-1 | 2-2 | 0-3 | 2-1 | 0-0 | 1-1 | 1-3 | 0-3 |     | 1-1 | 0-3 | 2-3 | 2-1 |
| K. Blue Star Poperinge                                     | 3-1 | 4-1 | 1-1 | 1-2 | 4-2 | 2-1 | 2-1 | 2-2 | 3-2 | 1-2 | 0-6 | 3-3 |     | 2-1 | 2-1 | 2-1 |
| K. St-Eloois-Winkel Sport                                  | 2-0 | 4-1 | 2-0 | 1-2 | 3-1 | 2-0 | 1-1 | 2-1 | 3-2 | 0-0 | 2-2 | 0-4 | 1-0 |     | 0-1 | 1-0 |
| SK Terjoden-Welle                                          | 2-2 | 1-1 | 1-2 | 0-1 | 0-1 | 1-3 | 1-0 | 0-1 | 3-2 | 2-0 | 4-0 | 3-6 | 3-1 | 1-1 |     | 0-3 |
| K. FC Eendracht Zele                                       | 3-0 | 2-0 | 5-2 | 1-2 | 1-0 | 2-2 | 2-0 | 1-1 | 0-0 | 0-2 | 5-1 | 0-0 | 0-0 | 0-1 | 3-4 |     |
| - Victoire à domicile - Match nul - Victoire à l'extérieur |     |     |     |     |     |     |     |     |     |     |     |     |     |     |     |     |

#### Résumé

##### Première période
Après 6 journées, Meldert, Poperinge, St-Eloois-Winkel, Ypres et Menin se disputent les premières rôles. Ypres puis Menin doivent lâcher prise. Lors de la 9e journée, le Blue Star Poperinge se glisse en tête après qu'un partage blanc (0-0) ait sanctionné le match au sommet St-E-Winkel-Meldert. Lors de la dernière journée de la 1re « tranche », Poperinge est accroché (1-1) à Petegem alors 14e classé, mais Meldert ne peut faire mieux que (1-1) contre Eernegem. La « Blue Star » remporte ainsi le premier ticket pour le tour final.

##### Deuxième période
La 11e voit TK Meldert prendre sa revanche sur la « période perdue » en allant s'imposer (1-2) sur la pelouse de Poperinge. Par la même occasion le THOR Kokerij repasse en tête du général qu'il ne quitte plus jusqu'à la trêve. Invaincu, le TK est champion d'automne et profite du revers de la Blue Star Poperinge, à Terjoden-Wellen (3-1) lors de la 15e journée, pour asseoir son avance. Ypres profite aussi de la défaite de Poperinge pour se hisser à la 2e place. TK Meldert mène la deuxième période avec 13 points, devant Ypres (12). Dans le bas du tableau, la situation s'est légèrement resserrée. Berlare (10) ferme la marche, derrière la Jong Lede (11) qui s'enfonce dangereusement après un piètre 1 sur 15. Appelterre a glané quelques unités pour venir à la 14e place avec 12 unités. Petegem (16) est barragiste mais menace Menin (17) et un trio, composé de Terjoden-Welle, d'Harelbeke et de Maldegem, qui totalise 18 points.
Lors de la reprise des 5 et 6 janvier, Meldert, et St-Eloois-Winkel et Poperinge marquent le pas en concédant des points. Ypres et Eernegem en profitent pour prendre les 2e et 3e marches du podium temporaire. C'est la Jong Lede qui ferme la marche. Huit jours plus tard, Ypres s'écrase (4-1) à Ingelmunster. Meldert, vainqueur d'Appelterre (2-0) reprend la tête de la période.
À la suite des deux journées de remise, le TK Meldert s'incline à Berlare (4-1) et voir revenir 3 clubs à une unité (Ypres, Terjoden-Welle et Eernegem).
Après qu'une des journées en retard ait été jouée, Terjoden-Welle occupe la tête de la 2e période avec 19 points. Meldert (17), Berlare, Ypres et Eernergem (16) peuvent encore lui ravir la première place.
Cette période se décide lors du week-end de Pâques consacré aux matches d'alignement. Bien que battu (0-1) par le RC de Gand, Terjoden-Welle conserve la tête et remporte la tranche, grâce à une meilleure différence de buts par rapport à Berlare, vainqueur 0-1 à Menin.

##### Troisième période
Le RC Gand et Lede sont les équipes en vues du début de la dernière période. Les Racingmen gantois se replacent en 2e position au général.La Jong Lede, que nombreux avaient déjà condamnée à la relégation après une deuxième période calamiteuse, effectue une jolie remontée et occupe même la tête de la 3e période après 5 journées.
Ypres et le  RC Gand se neutralisent (1-1), le 23 mars, alors que la rencontre du leader Meldert face à Poperinge est remise à cause de la neige !
Lors du week-end de Pâques, les rencontres comptent pour la 2e période. Elles voient le RC Gand passer en tête du classement général, grâce à sa victoire à Terjoden-Welle (0-1). TK Meldert, qui a partagé (1-1) contre Ypres, compte un point de retard mais a joué une rencontre de moins que les « Rats » gantois. En bas de classement l'Eendracht Appelterre-Eichem, qui débute la troisième tranche par cinq défaites consécutives, est le premier club mathématiquement relégué des quatre séries de Promotion (forfait de l'Excelsior Veldwezelt mis à part). Pour la troisième fois, le club fait l'aller-retour vers la première provinciale.
Lors de la journée des 6 et 7 avril, Meldert confirme sa méforme avec une défaite à Terjoden-Welle. Le RC de Gand en profite et prend quatre points d'avance (1 match de plus joué). Les « Rats » gantois prennent aussi la tête de la 3e période. Dans le fond du classement, Maldegem s'est rapproché de la P1 après une défaite (2-3) contre Appelterre déjà condamné. De même, après une belle remontée, la Jong Lede cale et se retrouve avec 8 points de retard sur le barragiste. Une place pour laquelle 7 clubs restent concerné en étant regroupés sur 5 unités. Un groupe qui comprend même Poperinge vainqueur de la 1re période !
Avec les rencontres d'alignement jouées le mercredi 10 avril puis lors du week-end des 13 et 14 avril, le RC Gand augmente son avance. Vainqueur (1-2) à Zele, le « matricule 11 » profite de la défaite surprise de Meldert contre Maldegem (0-1). Au classement de la 3e période, le RC Gand (19) devance Menin (15).
La 28e journée voit les premiers se faire des politesses. Le RC Gand s'incline (2-1) à Petegem alors que Meldert est battu à domicile (0-1) par la Jong Lede. Un succès qui n'apporte rien aux visiteurs qui se retrouvent mathémétiquement relégués en raison des autres résultats: victoire de Zele (2-4 à Ingelmunster) et d'Eernegem (1-0, contre Maldegem). Les trois descendants sont donc connus: Lede, Maldegem et Appeleterre-Eichem. Pour éviter la place de barragiste, sept équipes se tiennent sur trois points, dont Poperinge vainqueur de la 1re période. À noter que la Jong Lede occupe le deuxième rang de la 3e période mais ne prendra donc pas part au tour final puisque relégué !
Lors de l'avante-dernière journée, le K. RC Gent-Zehaven bat Meldert (3-0) et enlève le titre. Les « Rats gantois » remontent en D3 qu'il avait quittée 5 ans auparavant. Pour le gain de la 3e période, le RC Gand peut encore se faire dépasser par Menin. Au niveau de la place de barragiste Poperinge (40), Harelbeke, Eernegem, Petegem (39) et Zele (38) sont encore mathématiquement concernés.
La dernière journée vaut surtout pour le suspense dans l'attribution de la place de barragiste et le gain de la dernière période. En fond de classement, Eernegem (victoire 1-0 contre Trjoden-Welle) et Zele (victoire 1-3 à Meldert) dépassent Petegem qui a partagé avec Harelbeke (2-2). Ces dezux formations terminent à égalité de points, mais Harelbeke qui vient de concéder son seul nul du championnat possède une meilleure différence de but.
Pour la 3e période, les deux prétendants s'affrontent. Menin et le RC Gand se neutralisent (1-1). Alors qu'un succès aurait ouvert les portes du tour final à Menin (promu douze mois plus tôt), ce partage donne la victoire de la tranche aux Gantois. Ceux-ci étant champions, c'est Ypres, 2e du général qui est repêché pour le tournoi en vue d'une éventuelle montée.

### Promotion B
| Rang | Équipe                            | Pts | J  | G  | N | P  | Bp | Bc | Diff |
| ---- | --------------------------------- | --- | -- | -- | - | -- | -- | -- | ---- |
| 1    | K. LONDERZEEL SK                  | 66  | 28 | 21 | 3 | 4  | 66 | 21 | +45  |
| 2    | K. Olympia SC Wijgmaal            | 57  | 28 | 18 | 3 | 7  | 49 | 29 | +20  |
| 3    | Tempo Overijse MT'                | 57  | 28 | 17 | 6 | 5  | 61 | 31 | +30  |
| 4    | R. Wallonia Walhain CG            | 53  | 28 | 16 | 5 | 7  | 51 | 25 | +26  |
| 5    | K. Olympia VC Sterrebeek          | 47  | 28 | 14 | 6 | 8  | 45 | 42 | +3   |
| 6    | R. Léopold Uccle FC               | 45  | 28 | 13 | 6 | 9  | 43 | 29 | +14  |
| 7    | R. US Genly-Quévy 89              | 41  | 28 | 12 | 5 | 11 | 45 | 48 | -3   |
| 8    | R. Entente Sportive Acrenoise     | 35  | 28 | 10 | 5 | 13 | 62 | 53 | +9   |
| 9    | FC Ganshoren                      | 35  | 28 | 9  | 8 | 11 | 39 | 42 | -3   |
| 10   | K. SK Halle                       | 34  | 28 | 9  | 7 | 12 | 33 | 39 | -6   |
| 11   | R. SC Templeuvois                 | 29  | 28 | 8  | 5 | 15 | 39 | 49 | -10  |
| 12   | K. SKL Ternat                     | 29  | 28 | 8  | 5 | 15 | 35 | 53 | -18  |
| 13   | R. Union St-Gh.-Tertre-Hautrage R | 29  | 28 | 8  | 5 | 15 | 31 | 50 | -19  |
| 14   | K. Kampenhout SK                  | 26  | 28 | 7  | 5 | 16 | 33 | 56 | -23  |
| 15   | K. Dilbeek Sport                  | 8   | 28 | 2  | 2 | 24 | 31 | 96 | -65  |

#### Tableau des rencontres de la Série B
| Résultats (▼dom., ►ext.)                                   | ACR | DIL | GAN | GEN | HAL | KAM | LEO | LON | OVE | STG | STE | TEM | TER | WAL | WIJ |
| R. ES Acrenoise                                            |     | 3-4 | 3-0 | 0-1 | 2-1 | 5-0 | 3-4 | 1-2 | 1-1 | 6-1 | 3-2 | 1-2 | 4-1 | 2-2 | 1-2 |
| K. Dilbeek Sport                                           | 0-6 |     | 2-5 | 1-7 | 1-3 | 3-3 | 0-1 | 1-4 | 2-6 | 1-2 | 1-5 | 0-2 | 0-1 | 0-1 | 3-3 |
| FC Ganshoren                                               | 2-2 | 6-0 |     | 1-0 | 0-0 | 2-0 | 1-1 | 2-2 | 1-0 | 1-0 | 1-1 | 0-0 | 0-0 | 1-2 | 4-2 |
| R. US Genly-Guevy 89                                       | 4-0 | 3-2 | 4-3 |     | 1-1 | 2-0 | 1-0 | 0-3 | 1-1 | 1-0 | 3-3 | 2-1 | 0-1 | 1-3 | 1-5 |
| K. SK Halle                                                | 2-1 | 5-1 | 4-0 | 0-1 |     | 2-1 | 0-0 | 1-2 | 0-4 | 1-1 | 1-3 | 2-1 | 1-2 | 0-0 | 0-1 |
| K. SK Kampenhout                                           | 1-3 | 3-1 | 3-2 | 3-1 | 0-0 |     | 0-2 | 3-0 | 1-1 | 1-2 | 1-2 | 1-3 | 0-3 | 3-5 | 1-4 |
| R. Léopold Uccle FC                                        | 0-0 | 3-1 | 4-1 | 3-1 | 1-1 | 4-0 |     | 0-1 | 0-2 | 3-0 | 1-1 | 3-2 | 2-0 | 0-0 | 3-1 |
| K. SK Londerzeel                                           | 0-1 | 5-0 | 3-1 | 5-1 | 6-0 | 3-0 | 1-0 |     | 0-1 | 3-0 | 0-0 | 1-0 | 7-0 | 2-0 | 3-1 |
| Tempo Overijse MT                                          | 5-2 | 4-2 | 2-0 | 2-2 | 2-0 | 0-0 | 2-1 | 2-4 |     | 3-2 | 3-1 | 3-0 | 3-1 | 1-0 | 0-2 |
| R. Union St-Ghilain-T-H.                                   | 4-0 | 0-1 | 0-1 | 0-0 | 0-2 | 1-0 | 0-3 | 1-1 | 3-2 |     | 2-2 | 1-2 | 0-1 | 2-6 | 2-1 |
| K. Olympia VC Sterrebeek                                   | 1-1 | 2-1 | 1-0 | 1-3 | 1-0 | 1-0 | 2-1 | 4-3 | 1-5 | 1-3 |     | 2-1 | 2-1 | 1-0 | 1-2 |
| R. SC Templeuvois                                          | 1-5 | 2-0 | 2-0 | 1-3 | 1-3 | 1-3 | 2-1 | 1-2 | 1-1 | 4-1 | 1-3 |     | 1-1 | 2-2 | 0-1 |
| K. SKL Ternat                                              | 4-3 | 5-3 | 2-2 | 2-1 | 1-3 | 1-2 | 0-1 | 0-1 | 1-3 | 1-2 | 0-1 | 3-3 |     | 2-2 | 0-2 |
| R. Wallonia Walhain CG                                     | 4-0 | 5-0 | 1-0 | 2-0 | 4-0 | 0-1 | 3-0 | 0-1 | 1-2 | 1-0 | 2-1 | 3-2 | 1-0 |     | 0-1 |
| K. Olympia SC Wijgmaal                                     | 2-1 | 1-0 | 1-2 | 2-0 | 1-0 | 2-2 | 3-1 | 0-1 | 1-0 | 1-1 | 2-0 | 1-0 | 3-1 | 0-1 |     |
| - Victoire à domicile - Match nul - Victoire à l'extérieur |     |     |     |     |     |     |     |     |     |     |     |     |     |     |     |

#### Résumé
- Le système des périodes est supprimé en raison du reclassement de Tournai en D3.

Londerzeel, Wijgmaal et Walhain se positionnent rapidement et confirment leur statut de favoris. Des surprises sont enregistrées. D'une part, l'excellent départ de St-Ghislain-Tertre-Hautrage qui, repêché de dernière minute, effectue un excellent début de compétition et se place dans la « colonne de gauche ». À l'opposé, Tempo Overijse, miné par les blessures, piétine en queue de classement avant d'entamer une remontée à partir de sa 5e rencontre et aligne 3 succès.
- Londerzeel confirme son statut de favori jusqu'à la trêve des Confiseurs atteinte avec 9 points de mieux que les premiers poursuivants. Parmi ceux-ci, on retrouve Walhain qui a marqué le pas avec deux défaites à domicile (contre Kampenhout et Wijgmaal) pour terminer l'année 2012. Avec la meilleure défense de toutes les séries nationales ( seulement 7 buts concédés en 13 matches), le « Wallonia » est rejoint par l'étonnant Léopold (qui n'a plus été à pareille fête depuis près de 75 ans) et Wijgmaal. Overijse s'est replacé à la 6e place. Le « Tempo » et Walhain compte un match de moins, l'un contre l'autre. En fond de tableau, Dilbeek, qui n'aligne que des jeunes, semble condamné. Ternat (12) et les deux hennuyers, Acren (11) et Templeuve (12) compose le groupe des menacés dont s'est à peine éloigné Ganshoren (14), surtout en raison de son mauvais départ.

À la reprise de janvier, alors que le leader reste au repos, Le Léopold, Overijse et Wijgmaal assurent tandis que Walhain perd de nouveau des plumes (2-2 à Templeuve). Pour la première fois depuis le début, la JS Acrenoise quitte les places de menacés après sa victoire à Kampenhout(1-3). Une semaine plus tard, Deux-Acren poursuit son redressement en allant s'imposer (0-1) à Londerzeel. Grâce à une meilleure différence de buts, Templeuve, vainqueur à Kampenhout, laisse la place de barragiste à Halle qui a partagé à Quévy. Walhain renoue avec la victoire (2-6) au détriment de St-Ghislain qui glisse dangereusement dans la seconde moitié du tableau. Wijgmaal l'emporte (1-0) et bloque la remontée d'Overijse.
Le 17 février, alors que Londerzeel a repris sa marche en avant, Wijgmaal est stoppé (2-1) à St-Ghislain-Tertre-Hautrage, après une série de 6 victoires consécutives. Le Léopold Uccle et Genly Quevy restent idéalement placés pour obtenir une place au tour final. La lutte en bas de tableau reste serrée. Six clubs se tiennent sur 5 points alors que Dilbeek avec 7 unités en 18 rencontres semble bel et bien condamné.
Londerzeel se détache. À la mi-mars, les Brabançons (53) comptent douze unités d'avance sur Wijgmaal (41) qui se montre irrégulier. Overijse (40) se replace sur la 3e marche du podium alors que Walhain (37) n'a pas renoncé à accéder au tour final. Genly-Quevy (37) marque le pas en glissant à la 5e place. La lutte pour le maintien reste tendue : de Ganshoren (27) qui réalise un 9 sur 9 à Ternat (21), sept clubs se tiennent sur 6 points. Dilbeek et ses 8 unités doit espérer un miracle.
Le samedi 23 mars, Overijse s'impose (2-0) contre Halle, mais toutes les autres rencontres programmés le dimanche sont remises à cause de la neige qui tombe en abondance en fin de soirée du samedi !
Lors du week-end de Pâques, Londerzeel fait un pas important vers le titre en allant s'imposer (0-1) à Wijgmaal. Le Tempo Overijse, victorieux (1-2) à Walhain qui avait pourtant ouvert rapidement le score, reste le dernier prétendant mais il compte 10 points de retard et a joué un match de plus que le leader. Olympia Wijgmaal, classé 3e, totalise 15 points de retard mais ne peut plus en obtenir que 18.
En fond de classement, Dilbeek (8 points) se rapproche de la relégation mathématique. La situation reste serrée du 8e au 14e regroupés sur 5 unités (de 27 à 22). Battu (0-1) par Ternat (24), St-Ghislain-Tertre-Hautrage (25) a fait la plus mauvaise opération du week-end pascal.
Les 6 et 7 avril, alors que le leader Londerzeel est « bye », Overijse se fait accrocher (1-1) à l'ES Acrenoise. Le mercredi 10, Londerzeel repousse Ganshoren (3-1). Avec trois victoires de mieux que Wijgmaal et quatre sur Overijse, Londerzeel peut être sacré champion le 14/04, date où il reçoit... Overijse. En bas de tableau, Dilbeek, comme attendu, est mathématiquement relégué après une défaite (1-2) contre St-Ghislain.
Overijse entretient le suspense en allant s'imposer (0-1) à Londerzeel, le 14 avril. En même temps, Wijgmaal est accroché par Kampenhout (2-2). Pour être sacré, Londerzeel peut se contenter d'un partage contre Sterrebeek, qu'il reçoit en match d'alignement le mercredi 17 avril. En bas de grille, Templeuve a remporté le succès qu'il lui fallait pour rejoindre le groupe de menacés. Le « RSCT » est allé s'imposer (1-2) à St-Ghislain TH.
Le mercredi 17 avril 2013, en match d'alignement, Londerzeel concède un partage (0-0) contre Sterrebeek. Le point obtenu est suffisant aux Brabançons pour être sacré. Le « matricule 3630 » remonte en Division 3, cinq ans après l'avoir quittée.
Les 20 et 21 avril 2013, Overijse (1-0, contre Walhain) et Wijgmaal (3-1, contre le Léopold) décroche leur place au tour final. Les deux clubs sont certains de terminer entre la 2e et 4e place. Dans cette série sans système de période, elles sont qualificatives. Le troisième ticket se disputera entre Walhain (47), Sterrebeek (44) et le Léopold (42). Pour le maintien, Acrenoise et Ganshoren (32), Halle (31), St-Ghislain TH et Ternat (29), Templeuve (28) et Kampenhout (26) sont à la lutte. Ganshoren et Ternat n'ont plus qu'une seule rencontre à disputer.
L'incertitude quant au 3e qualifié persiste jusqu'à la dernière journée. Ce sera ou Walhain ou Sterrebeek. Dans le bas du classement, la situation reste serrée entre Ganshoren (32), Halle (31), St-Ghislain, Ternat (29), Templeuve (28) et Kampenhout (26). Ganshoren reçoit Dilbeek et devrait donc assurer son maintien, par contre Ternat qui a disputé toutes ses rencontres n'a plus son sort en mains.
Lors de la dernière journée, Walhain va s'imposer au terme d'un match spectaculaire (3-5) à Kampenhout. Les Brabançons wallons décrochent ainsi leur place au tour final et confirment la relégation de leurs hôtes du jour. Templeuve obtient un partage (1-1) contre le Tempo Overijse. Ce point permet à Templeuve de sauter par-dessus Ternat et St-Ghislain-Tertre-Hautrage et d'assurer son maintien pour la première fois. Lors de ses deux premiers passages (2001 et 2004), le RSCT avait à chaque fois fait l'aller-retour. Ternat qui ne jouait pas (championnat terminé huit jours aurapavant) est barragiste et laisse la place de relégable à la RU St-Ghislain T-H., qui s'est inclinée (0-2). Repêché en août, le club borain, s'il débute bien ce championnat, le termine de manière calamiteuse. Comme douze mois auparavant, c'est à la différence de buts que la RUSGTH est pénalisée.

### Promotion C
Le classement officiel ne tient plus compte des résultats entérinés lors de la présence de l'Excelsior Veldwezelt.
| Rang | Équipe                               | Pts | J  | G  | N  | P  | Bp | Bc | Diff |
| ---- | ------------------------------------ | --- | -- | -- | -- | -- | -- | -- | ---- |
| 1    | K. FC OOSTERZONEN OOSTERWIJK (T1-T2) | 69  | 32 | 21 | 6  | 5  | 74 | 35 | +39  |
| 2    | K. Excelsior SK Leopoldsburg (T3)    | 69  | 32 | 21 | 6  | 5  | 61 | 26 | +35  |
| 3    | K. SK Bree                           | 61  | 32 | 19 | 4  | 9  | 58 | 36 | +22  |
| 4    | K. Sporting Hasselt                  | 56  | 32 | 16 | 8  | 8  | 60 | 31 | +29  |
| 5    | Spouwen-Mopertingen                  | 52  | 32 | 14 | 10 | 8  | 54 | 42 | +12  |
| 6    | K. FC Esperanza Neerpelt             | 50  | 32 | 14 | 8  | 10 | 56 | 38 | +18  |
| 7    | K. FC Sint-Lenaarts                  | 50  | 32 | 13 | 11 | 8  | 58 | 43 | +15  |
| 8    | K. FC Duffel                         | 49  | 32 | 14 | 7  | 11 | 47 | 46 | +1   |
| 9    | K. Witgoor Sport Dessel              | 46  | 32 | 11 | 13 | 8  | 39 | 34 | +5   |
| 10   | K. Lyra TSV                          | 42  | 32 | 12 | 6  | 14 | 52 | 44 | +8   |
| 11   | K. Overpeltse VV                     | 38  | 32 | 10 | 8  | 14 | 50 | 51 | -1   |
| 12   | K. VV Vosselaar                      | 37  | 32 | 10 | 7  | 15 | 48 | 60 | -12  |
| 13   | K. Merksem-Antw. Noord SC            | 34  | 32 | 9  | 7  | 16 | 40 | 60 | -20  |
| 14   | K. Lutlommel VV                      | 32  | 32 | 9  | 6  | 17 | 49 | 74 | -25  |
| 15   | K. FC Katelijne R                    | 25  | 32 | 6  | 7  | 19 | 26 | 61 | -35  |
| 16   | K. Everbeur Sport Averbode           | 23  | 32 | 6  | 5  | 21 | 41 | 87 | -46  |
| 17   | K. Ternesse VV Wommelgem             | 19  | 32 | 4  | 7  | 21 | 41 | 86 | -45  |
| 18   | Excelsior Veldwezelt                 | 0   | 0  | 0  | 0  | 0  | 0  | 0  | 0    |

#### Tableau des rencontres de la Série C
Le tableau ci-dessous conserve les résultats de l'Excelsior Veldwezelt à toutes fins d'archives, mais ceux-ci n'ont plus de valeur au classement de la série.
| Résultats (▼dom., ►ext.)                                   | BRE | WIT | DUF | EVE | HAS | KAT | LEO | LUT | LYR | MER | NEE | OOS | OVE | STL | SPO | TER | VEL | VOS  |
| K. SK Bree                                                 |     | 0-0 | 0-2 | 2-1 | 2-2 | 1-0 | 1-0 | 1-4 | 0-1 | 4-0 | 3-2 | 2-0 | 2-1 | 0-4 | 1-1 | 4-0 | 4-0 | 1-0  |
| K. Witgoor Sport Dessel                                    | 1-2 |     | 1-1 | 1-2 | 0-0 | 4-0 | 0-0 | 2-2 | 1-0 | 0-1 | 0-3 | 3-1 | 1-2 | 2-1 | 1-1 | 4-2 | FFT | 2-1  |
| K. FC Duffel                                               | 3-0 | 1-0 |     | 4-1 | 1-2 | 0-0 | 0-1 | 3-2 | 2-0 | 0-1 | 3-1 | 0-3 | 2-3 | 1-1 | 3-1 | 0-5 | 0-2 | 2-2  |
| K. Everbeur Sport Averbode                                 | 1-2 | 2-2 | 1-2 |     | 1-1 | 1-1 | 2-3 | 4-7 | 3-3 | 3-1 | 1-3 | 0-2 | 1-8 | 1-3 | 2-2 | 3-1 | FFT | 1-5  |
| K. Sporting Hasselt                                        | 2-1 | 0-0 | 2-0 | 4-0 |     | 1-0 | 1-2 | 2-0 | 0-2 | 0-1 | 0-1 | 2-2 | 3-1 | 3-2 | 1-1 | 4-1 | FFT | 7-0  |
| K. FC Katelijne-Waver                                      | 0-5 | 0-0 | 0-3 | 2-1 | 0-1 |     | 0-3 | 2-3 | 3-3 | 3-2 | 0-4 | 0-2 | 4-1 | 0-0 | 0-2 | 0-4 | 6-2 | 1-1  |
| K. ESK Leopoldsburg                                        | 4-0 | 1-1 | 2-1 | 4-0 | 1-1 | 1-2 |     | 2-0 | 1-0 | 2-0 | 2-1 | 2-2 | 3-0 | 2-1 | 2-1 | 1-1 | FFT | 5-0  |
| K. Lutlommel VV                                            | 2-7 | 0-1 | 2-4 | 2-1 | 0-4 | 2-1 | 0-2 |     | 1-0 | 1-2 | 3-2 | 0-2 | 0-3 | 2-2 | 2-2 | 3-0 | FFT | 3-4  |
| K. Lyra TSV                                                | 2-1 | 0-1 | 4-0 | 0-1 | 1-3 | 4-1 | 2-3 | 4-0 |     | 3-1 | 2-1 | 1-1 | 1-3 | 1-0 | 2-0 | 3-0 | FFT | 1-1  |
| K. Merksem Antw.-Noord SC                                  | 0-2 | 2-2 | 0-1 | 2-0 | 3-2 | 2-0 | 1-3 | 1-2 | 1-0 |     | 3-0 | 2-3 | 1-1 | 0-1 | 2-2 | 0-3 | 1-0 | 2-4  |
| K. FC Esperanza Neerpelt                                   | 1-1 | 1-1 | 2-0 | 2-3 | 3-1 | 1-0 | 0-1 | 4-0 | 2-1 | 3-3 |     | 4-1 | 1-1 | 1-1 | 0-1 | 2-2 | FFT | 3-0  |
| K. KFC Oosterz. Oosterwijk                                 | 0-1 | 3-1 | 4-1 | 5-0 | 2-1 | 3-3 | 2-2 | 5-2 | 2-1 | 1-0 | 1-0 |     | 2-0 | 6-0 | 1-0 | 3-1 | 1-1 | 2-2  |
| K. Overpeltse VV                                           | 0-3 | 1-3 | 0-1 | 3-0 | 1-0 | 2-0 | 0-3 | 1-1 | 1-1 | 2-2 | 0-1 | 0-3 |     | 0-2 | 1-2 | 4-3 | FFT | 0-1  |
| K. FC St-Lenaarts                                          | 2-1 | 1-1 | 2-2 | 2-0 | 1-3 | 1-2 | 3-1 | 2-1 | 4-1 | 1-1 | 1-1 | 1-3 | 1-1 |     | 4-0 | 3-3 | 4-0 | 3-1  |
| Spouwen-Mopertingen                                        | 0-2 | 3-1 | 0-0 | 6-1 | 0-0 | 2-0 | 1-0 | 2-0 | 1-5 | 4-0 | 0-3 | 3-2 | 1-1 | 1-1 |     | 6-1 | 2-0 | 3-1  |
| K. VV Ternesse Wommelgem                                   | 2-2 | 0-1 | 2-2 | 0-3 | 0-5 | 0-1 | 2-0 | 2-2 | 1-1 | 2-2 | 1-2 | 0-1 | 0-6 | 0-5 | 1-2 |     | FFT | 2-3  |
| Excelsior Veldwezelt                                       | FFT | 0-4 | FFT | 1-0 | FFT | FFT | FFT | FFT | 0-0 | FFT | 2-2 | FFT | 0-6 | FFT | FFT | 3-3 |     | 0-5F |
| K. VV Vosselaar                                            | 0-1 | 0-1 | 1-2 | 2-0 | 1-2 | 1-0 | 0-1 | 0-0 | 4-2 | 4-1 | 1-1 | 0-3 | 2-2 | 1-2 | 0-3 | 5-1 | FFT |      |
| - Victoire à domicile - Match nul - Victoire à l'extérieur |     |     |     |     |     |     |     |     |     |     |     |     |     |     |     |     |     |      |

#### Résumé

##### Première période
- Bree, Oosterwijk, Neerpelt et St-Lenaarts occupent les premiers rangs lors de l'entame de la compétition. St-Lenaarts se montre le plus régulier et accapare la première place, alors que ses rivaux perdent quelques plumes. Mais lors de la 9e journée, le « Jaunes et Verts » anversois sont sévèrement battus (6-0) à Oosterzonen Oosterwijk. Ce résultat permet à Hasselt, revenu progressivement après un départ mitigé, de prendre seul la tête, avec 18 points, malgré un partage à Everbeur (alors 16e). Mais lors de la 10e journée, Hasselt subit une défaite des œuvres de Leopoldsburg (1-2) et recule à la 6e place. C'est Oosterzonen Oosterwijk (20 points), qui empoche la période grâce à une meilleure différence de buts par rapport à St-Lenaarts: + 13 contre + 8.

##### Deuxième période
- Peu avant la trêve, le forfait général entériné pour l'Excelsior Veldwezelt remanie légèrement le classement puisque les résultats obtenus contre ce club sont retirés. Le principe des « tranches » n'a pas été annoncé supprimé malgré ce forfait général. Au classement de la 2e période (tous les clubs ne joueront pas donc le même nombre de matches), Spouwen-Mopertingen, le Lyra et Overpeltse sont proches des meneurs qui sont les deux mêmes qu'au général à savoir St-Lenaarts et Leopoldsburg. Duffel est remonté à la 3e place et précède Oosterwijk.

- Lors de la reprise les 5 et 6 janvier, on enregistre la défaite surprise (2-0) de Léopoldsburg à Ternesse, dont c'est la première victoire (à la suite du retrait de tous les résultats contre Veldwezelt). Le Lyra se hisse à la 2e place du classement de la période. Ternesse continue de surprendre en allant s'imposer (0-5) à Duffel. Lutlommel accroche St-Lenaarts (2-2). Cela permet à Leopoldsburg, vainqueur de Spouwen (2-1), de se rapprocher.

Après la double journée de remise, St-Leenarts est accroché (2-2) par Duffel. Léopoldsburg, net vainqueur à Overpeltse (0-3), en profite pour prendre la tête au général et à la période.
Le 9 février, Leopoldsburg se fait surprendre par Katelijne (1-2), mais ses rivaux n'en profitent pas. St-Lenaarts concède deux partage alors qu'Oosterwijk est battu à Spouwen-Mopertingen (3-2) la semaine suivante.
Lors du week-end de Pâques, l'équivalent de deux journées complètes sont disputées pour le compte de la 2e période. Oosterzone Oosterwijk réussit un carton plein avec des succès (2-1) contre Hasselt et (2-1) contre le Lyra. Ce 6 sur 6 permet aux banlieusards de Westerlo de prendre la tête de la période avec grâce à une meilleure différence de buts par rapport à Leopoldsburg, vainqueur (2-3) au Lyra mais accroché (0-0) au Witgoor Dessel.
Le 17 avril 2013, doit encore être jouée la dernière journée pour le compte de cette 2e période. Le programme prévoit « LEOPOLDSBURG-St-Lenaarts », « Everbeur Averbode-OOOSTERZONEN OOSTERWIJK » et « BREE-Vosselaar ». Les trois équipes en majuscules sont les seules pouvant encore prétendre au gain de cette période. C'est finalement Leopoldsburg qui prend le dessus.

##### Troisième période
Ala mi-mars, le chassé-croisé entre Oosterwijk (51) et Leopoldsburg (49) se poursuit, alors que St-Lenaarts (38) recule dans le classement. Hasselt (43) s'accroche au duo tête de devant Bree (42) puis Duffel (38). À l'autre bout du classement, Ternesse Wommelgem (12) et Everveur Averbode (13) voient l'écart grandir inéluctablement avec les places assurant le maintien. Katelijne (18) chasse derrière Lutlommel (21). À ce moment de la saison, à la suite du forfait de Veldwezelt et des diverses remises, les équipes ont joué un nombre très disparate de rencontres: de 22 à 25 !
Le 23 mars, le leader Oosterwijk est tenu en échec (2-2) par Vosselaar alors que Neerpelt bat Hasselt (3-1). Les autres rencontres du samedi et du dimanche sont remises à cause des fortes chutes de neige.
Lors du week-end de Pâques, deux journées sont programmées le samedi et le lundi. Leopoldsburg accroché au Witgoor Dessel (0-0) doit laisser filer deux points. Mais la semaine suivante, le leader Oosterwijk s'incline à Bree (2-0). les deux premiers sont séparés de deux unités. Bree s'est glissé sur la 3e marche du podium mais 9 longueurs du meneur.
Carton plein pour les leaders le 14 avril. Oosterwijk, Leopoldsburg ainsi qu'Hasselt s'imposent. Les deux premiers cités dominent la général ainsi que la 3e période. Hasselt n'est qu'à deux longueurs à la période.
Les 20 et 21 avril Oosterwijk est accroché (2-2) à Hasselt. Vainqueur du Lyra (1-0), Leopoldsburg revient à égalité à la première place. Bree est bien installé à la 3e place ezt devrait atteindre le tour final. En bas de tableau, Katelijne, Everbeur et Ternesse se disputent les deux places descendantes restantes et celle de barragiste. Au-dessus de ces trois formations, Lutlommel a encore besoin d'une unité pour être définitivement rassuré.
Le mercredi 24 avril, lors de rencontres décalées, Leopoldsburg s'isole en tête en allant s'imposer (0-1) à Duffel. L'« ESK » possède trois points d'avance mais à jouer une rencontre de plus. Le 28/04/2013 se déroule le sommet Oosterwijk-Leopoldsburg. Les visiteurs seront sacrés s'ils gagnent. Si Ooosterzonen prend le dessus il prendra la tête en raison d'une meilleure différence de buts. Il devra alors éviter une lourde défaite lors de sa dernière rencontre.... Statu quo en fond de classement: Everbeur, Ternesse et Katelijne se disputent les deux dernières places de relégués et celle de barragiste. Merksem, 14e, est mathématiquement sauvé.
Le dimanche 28 avril, le sommet entre Ooswterijk et Leopoldsburg se solde par un partage (2-2). Leopoldsburg est assuré du gain de la 3e période et conserve la tête avec 3 points d'avance, mais en a terminé de son championnat. En raison de la différence de buts, Oosterwijk se sera sacré s'il s'impose à Duffel lors de la dernière journée. Le vice-champion ira au tour final en compagnie de Bree et soit d'Hasselt, soit de Spouwen-Mopertingen. Katelijne (22), Everbeur (20) et Ternesse (19) sont toujours au coude-à-coude pour les places menacées.
Le K. FC Oosterzonen Oosterwijk ne loupe pas sa dernière missions: gagner à Duffel. Les Campionois s'imposent (0-3) et décrochent le titre grâce à une meilleure différence de buts. Présent en séries nationales depuis à peine cinq saisons, le club décroche son ticket pour la Division 3.
En fond de grille, grâce à une victoire (4-1) contre Overpeltse, le FC Katelijne obtient un sursis avec la place de barragiste. Everbeur Averbode et les promus de Ternesse Wommelgem sont relégués.

### Promotion D
| Rang | Équipe                             | Pts | J  | G  | N  | P  | Bp | Bc | Diff |
| ---- | ---------------------------------- | --- | -- | -- | -- | -- | -- | -- | ---- |
| 1    | R. SPRIMONT COMBLAIN SPORT (T1-T3) | 69  | 30 | 21 | 6  | 3  | 77 | 38 | +39  |
| 2    | UR Namur (T2)                      | 57  | 30 | 18 | 3  | 9  | 59 | 32 | +27  |
| 3    | R. Aywaille FC                     | 55  | 30 | 16 | 7  | 7  | 59 | 37 | +22  |
| 4    | R. FC de Liège                     | 54  | 30 | 15 | 9  | 6  | 54 | 22 | +32  |
| 5    | R. Cité Sport GH                   | 48  | 30 | 13 | 10 | 8  | 58 | 57 | +1   |
| 6    | R. US Givry                        | 45  | 30 | 12 | 9  | 9  | 42 | 35 | +7   |
| 7    | R. RC Hamoir                       | 42  | 30 | 12 | 6  | 12 | 46 | 48 | -2   |
| 8    | R. FC Turkania Faymonville         | 42  | 30 | 11 | 9  | 10 | 61 | 54 | +7   |
| 9    | R. Olympic CCM                     | 39  | 30 | 11 | 6  | 13 | 44 | 45 | -1   |
| 10   | R. FC Meux                         | 37  | 30 | 10 | 7  | 13 | 46 | 51 | -5   |
| 11   | FC JL Arlonnaise                   | 36  | 30 | 10 | 6  | 14 | 42 | 46 | -4   |
| 12   | FC Charleroi                       | 33  | 30 | 9  | 6  | 15 | 53 | 63 | -10  |
| 13   | R. JS Taminoise                    | 33  | 30 | 9  | 6  | 15 | 36 | 59 | -23  |
| 14   | R. Entente Blégnytoise             | 27  | 30 | 7  | 6  | 17 | 28 | 55 | -27  |
| 15   | R. Standard FC Bièvre              | 26  | 30 | 7  | 5  | 18 | 42 | 68 | -26  |
| 16   | R. RC Mormont                      | 23  | 30 | 5  | 8  | 17 | 32 | 71 | -39  |

#### Tableau des rencontres de la Série D
| Résultats (▼dom., ►ext.)                                   | ARL | AYW | BIE | BLE | FCC | OLY | FAY | CIT | GIV | HAM | FCL | MEU | MOR | URN | SPR | TAM |
| R. JL Arlonaise                                            |     | 0-1 | 5-1 | 3-0 | 1-0 | 1-1 | 0-1 | 3-3 | 1-2 | 2-0 | 1-1 | 1-3 | 1-1 | 2-3 | 0-4 | 3-1 |
| R. Aywaille FC                                             | 2-0 |     | 3-1 | 6-1 | 2-0 | 1-2 | 2-5 | 1-0 | 0-1 | 4-1 | 2-1 | 3-1 | 6-2 | 1-1 | 2-2 | 2-1 |
| R. Standard FC Bièvre                                      | 0-1 | 1-1 |     | 2-1 | 3-1 | 2-5 | 3-1 | 2-0 | 1-1 | 3-0 | 0-4 | 2-1 | 2-2 | 2-1 | 3-4 | 0-0 |
| R. Entente Blégnytoise                                     | 1-2 | 1-2 | 2-0 |     | 0-0 | 1-0 | 1-0 | 2-2 | 1-1 | 1-2 | 1-0 | 0-2 | 2-0 | 0-3 | 0-3 | 0-1 |
| FC Charleroi                                               | 1-1 | 0-1 | 2-1 | 4-1 |     | 1-3 | 2-3 | 1-1 | 2-1 | 2-1 | 0-2 | 2-4 | 4-0 | 2-1 | 0-2 | 2-2 |
| R. Olympic Charleroi-March.                                | 0-2 | 0-2 | 4-1 | 2-2 | 2-2 |     | 3-2 | 0-1 | 0-1 | 1-2 | 0-2 | 1-0 | 2-0 | 1-1 | 0-0 | 2-0 |
| R. FC Turkania Faymonville                                 | 2-0 | 1-0 | 3-3 | 2-3 | 7-7 | 1-2 |     | 2-4 | 1-1 | 2-1 | 1-1 | 2-2 | 6-1 | 0-4 | 3-4 | 4-1 |
| R. FC Cité Sport GH                                        | 2-7 | 3-2 | 4-1 | 1-0 | 4-1 | 5-2 | 1-1 |     | 2-3 | 2-2 | 2-1 | 2-2 | 3-3 | 0-0 | 0-5 | 2-1 |
| R. US Givry                                                | 2-2 | 1-1 | 2-0 | 1-0 | 2-0 | 5-1 | 0-0 | 1-2 |     | 1-2 | 1-1 | 1-0 | 1-0 | 2-1 | 3-4 | 1-1 |
| R. RC Hamoir                                               | 1-0 | 1-3 | 5-3 | 1-1 | 4-0 | 1-2 | 1-1 | 3-3 | 2-0 |     | 0-4 | 1-1 | 3-1 | 1-0 | 3-1 | 2-0 |
| R. FC de Liège                                             | 5-1 | 3-0 | 1-0 | 3-0 | 5-1 | 1-0 | 1-1 | 2-1 | 1-1 | 0-0 |     | 0-0 | 0-0 | 0-1 | 1-0 | 7-0 |
| R. FC Meux                                                 | 3-0 | 0-4 | 3-1 | 2-1 | 3-1 | 0-0 | 0-2 | 3-2 | 3-2 | 1-2 | 3-2 |     | 1-1 | 2-3 | 2-3 | 0-2 |
| R. RC Mormont                                              | 2-0 | 1-1 | 4-2 | 2-1 | 1-5 | 1-0 | 0-1 | 1-3 | 0-3 | 2-1 | 0-2 | 3-3 |     | 1-3 | 1-4 | 0-1 |
| UR Namur                                                   | 2-0 | 3-1 | 4-0 | 1-3 | 1-3 | 3-1 | 3-1 | 3-1 | 1-0 | 1-0 | 4-1 | 0-1 | 6-1 |     | 1-2 | 1-0 |
| R. Sprimont Comblain Sport                                 | 2-0 | 1-1 | 3-2 | 1-1 | 4-1 | 2-1 | 3-2 | 0-1 | 3-1 | 3-1 | 1-1 | 3-1 | 3-0 | 2-1 |     | 5-2 |
| R. JS Taminoise                                            | 1-0 | 2-2 | 1-0 | 5-0 | 0-6 | 2-6 | 0-3 | 0-1 | 2-0 | 3-2 | 0-1 | 2-1 | 1-1 | 1-2 | 3-3 |     |
| - Victoire à domicile - Match nul - Victoire à l'extérieur |     |     |     |     |     |     |     |     |     |     |     |     |     |     |     |     |

- La rencontre « UR Namur-R. FC de Liège » prévue lors de la première journée (25 août 2012) a été reportée car Liège s'est qualifié pour le cinquième tour de la Coupe de Belgique qui se jouait le même jour. Le match remis est finalement joué le mercredi 5 septembre 2012.

#### Résumé

##### Première période
Aywaille, Namur, Sprimont, et le promu de Cité Sport sont les équipes en vue de l'entame du championnat. Blégny commence avec un 9 sur 9 puis s'enfonce dangereusement en ne marquant que 7 points lors des 13 journées suivantes. Namur et Sprimont sont présentés comme les favoris de la série et se disputent d'ailleurs le gain de la première « tranche ». Ne prenant qu'un seul point sur six, lors de ses deux déplacements à Charleroi (1-1 à l'Olympic et 2-1 au FCC, Namur qui est aussi défait à Bièvre (2-1) doit laisser filer la première place à Sprimont.

##### Deuxième période
Le sommet « Namur-Sprimont » est programmé lors de la 13e journée. Les « Carriers » viennent s'imposer chez les « Merles » (1-2) et consolident leur première place (5 points d'avance et un match joué en plus). Mais par la suite, Namur aligne trois victoires alors que Sprimont concède un partage, contre le FC Liège (1-1). L'UR Namur (37) clôture l'année 2012 en tête du général devant Sprimont (37), grâce à une victoire supplémentaire. Cité Sport (31) est sur la 3e marche du podium.
Les « Merles » (15) possèdent un point d'avance sur Sprimont (14), au classement de la 2e tranche puis viennent Liège (11) et Aywaille (10). Les Aqualiens peinent pour finir l'année (1 sur 9).
En fin de classement, Arlon (13), Bièvre (13) et Mormont (11) occupent les sièges basculants alors Faymonville (15) est barragiste. Blégny et Hamoir (16) restent menacés.
Ala reprise de janvier, Sprimont est accroché (0-0) à l'Olympic. Namur qui a cartonné contre Mormont est seul en tête avec deux points d'avance. Vainqueur de Tamines (4-1), Faymonville laisse la place de barragiste à Blegny, battu (3-0) au FC Liège.
Lors de ce que doit être une journée d'alignement, seul le match « Olympic-FC Liège » peut se dérouler. Les Sang & Marine s'imposent (0-2) et restent encore mathématiquement en course pour le gain de la deuxième période. Lors des deux journées restantes, l'UR Namur a besoin d'une victoire pour s'assurer cette « tranche ».
Le 20 février 2013, l'UR Namur bat Bièvre (4-0) et s'assure le gain de la période.

##### Troisième période
Coup de frein pour l'UR Namur, le 17 février en déplacement à Hamoir (1-0). Sprimont, vainqueur (0-5) à Cité Sport, revient à Un point. Dans le bas du tableau, Bièvre fait la bonne opération en battant Faymonville (3-1).
Dans les semaines qui suivent, Namur se désunit car il commence la dernière période avec un piètre 1 sur 15. Sprimont qui aligne un 12 sur 12 reprend le commandement et possède, tout en ayant joué une rencontre de moins, 7 unités d'avance au soir du 24 mars ! Le titre semble joué. L'Olympic qui a entamé la 3e période par trois victoires est stoppé (5-2) à Cité Sport dont c'est le premier succès en cinq matches. Durant ce week-end des 23 et 24 mars, seule l'opposition FC Charleroi-FC Liège est remis. Tamines atomise Blégny (5-0), Hamoir se défait de Bièvre (5-3), Faymonville va gagner à Meux (0-2) et Givry, qui après avoir été rapidement mené, a remonté Namur (2-1) les meilleures affaires dans le bas de classement. Celui est composé comme suit : Arlon (21m-20) est barragiste, alors que Bièvre (23m-20), Blégny (23m-17) et Mormont (22m-17) sont en position de relégué. Dans les semaines qui suivent de nombreux matches d'alignement sont programmés, dont trois journées de suite en sept jours du 7 au 14 avril.
Durant le Week-end Pascal, est jouée une journée comptant pour la 2e période ainsi que la rencontre « Givry-Faymonville ». Sprimont-Comblain subit sa deuxième défaite de la saison (3-1) à Hamoir, mais l'UR Namur, accroché (1-1) à Aywaille, n'en profite pas vraiment. Le Turkania Faymonville qui n'obtient qu'un point sur 6 (défaite 1-2 contre l'Olympic et partage 0-0 à Givry) reste dans le collimateur des équipes menacées. Pour Givry c'est l'inverse en raison de la victoire (2-3) obtenue à Cité Sport.
Les 6 et 7 avril, les trois premiers (Sprimont, Namur, Aywaille) s'imposent. Cité Sport se glisse au 4e rang en profitant du partage de Liège (1-1) contre Givry. le derby carolo Olympic-FCC se solde par un partage (2-2) qui ne fait pas les affaires des Dogues qui perdent le contact avec Sprimont, lequel domine la 3e période (15 sur 15). Dans la lutte pour le maintien, Bièvre bat Meux (2-1) et garde espoir en raison des défaites de Faymonville (2-4, contre Cité Sport) et d'Arlon (2-0, à Mormont).
Afin de rattraper les retards causés par les intempéries, une journée complète est programmée le mercredi 10 avril (excepté Namur-Meux qui a été joué en son temps). Sprimont bat le FC Charleroi (4-1) et porte son avance à 9 unités sur les « Merles » namurois. Au classement de la 3e période, avec 18 sur 18, les « Carriers » sont pratiquement assurés du succès.
Les 13 et 14 avril, Sprimont et Namur ne faiblissent pas. Les deux équipes restent sur leurs positions. Au menu de la journée suivante: « Sprimont-Namur » ! Au classement de la période, Sprimont (21 sur 21) devance l'Olympic de 8 unités et Faymonville, qui a joué un match de moins, de 9. Pour gagner la période, les « Dogues » olympiens doivent remporter leurs trois derniers matchs, dont un déplacement à Sprimont à la 30e journée et espérer que Sprimont ne marque plus de point. Outre le sommet contre Namur, les « Carriers » doivent aussi se rendre au FC Liège. Attention, Faymonville peut encore terminer avec 24 points s'il réussit un carton plein.  Battu (1-2) par Hamoir, Blégny est mathématiquement relégué. Bièvre (battu 4-1 à l'Olympic) et Mormont (défait 0-1 par Faymonville) doivent croire aux miracles. Avec 23 points, ils totalisent six longueurs de retard sur Arlon qui est barragiste.
Lors des rencontres d'alignement jouées le mercredi 17 avril, Faymonville (2-1, contre Hamoir) et Givry (1-0, contre Mormont) prennent de sérieuses distances avec les menacés. Le FC JL Arlon partage (1-1) à domicile contre le FC de Liège et reste « barragiste », mais dispose de sept points d'avance sur les descendants.
Le samedi 20 avril 2013, à l'occasion de la 28e journée, Sprimont bat l'Namur (qui mena 0-1) sur le score de 2 à 1 et remporte le titre. C'est la première fois que le « matricule 260 » est sacré champion d'une série nationale. C'est deux premières montées en D3 le furent via le tour final. En 2013-2014 Sprimont disputera la 10e saison de son Histoire au troisième niveau national.
Le dimanche 21 avril 2013, Mormont (2-0 à Blégny) et Biève (4-1, à Cité Sport) s'inclinent et se retrouvent mathématiquement relégués. Le FCJL Arlon (défait 1-0 à Hamoir) reste à la bagarre directe avec Tamines et le FC Charleroi pour la place de barragiste. Lors de matches d'alignement, joués le mercredi 24/04/2013, le FC Liège s'impose au FC Charleroi et se glisse au 3e rang synonyme d'accès au tour.
Lors de la 29e journée, les derniers verdicts sont rendus dans le haut du tableau. Le RFC de Liège qui bat Sprimont (1-0) et Aywaille qui s'impose contre Cité Sport (1-0) sont assurés de participer au tour final. Cela parce que le champion, Sprimont, a remporté la 3e période à la suite du partage concédé par Faymonville (1-1, contre Givry).
L'Olympic Charleroi et Hamoir assurent leur maintien mathématique, en disposant respectivement de Tamines (2-0) et de Mormont (3-1). Arlon fait la bonne opération en battant Meux (3-1) et revenant grâce à cela à hauteur du FC Charleroi (défait 3-1 à Bièvre) et de Tamines. Ces trois clubs tentent d'éviter la place de barragiste lors de la dernière journée. Les trois cercles ont 33 points et le même nombre de victoires (9). Au niveau de la différence de buts, Tamines avec « moins 20 » est en position défavorable par rapport aux deux autres (tous deux « moins 9 »)
Lors de la dernière journée, le FC Jeunesse Lorraine Arlonaise va s'imposer largement (2-7) à Cité Sport. Bien que battu (0-1) par Aywaille, le FC Charleroi sauve sa place car Tamines passe totalement au travers de son match (0-3) contre un Turkania Faymonville qui n'a pourtant pas été transcendant.

## Tour final des Promotions
Ce tour final oppose les « vainqueurs de période » des 4 séries du Promotion (D4 belge). Si un vainqueur de période est champion de sa série (ou si une même équipe remporte plus d'une période), le suivant au classement général prend la place au Tour final.
En règle générale, ce « Tour final des Promotions » offre deux places en Division 3.
L'ordre des rencontres est défini par un tirage au sort. Les différents tours successifs se jouent sur le terrain de la première équipe tirée au sort, avec élimination directe (prolongations et/ou tirs au but possibles). Le premier tour ne concerne que les douze qualifiés de Promotion. Les six qualifiés prennent part au deuxième tour en compagnie des deux barragistes de Division 3.
Enfin, le troisième et dernier tour désigne les deux équipes qualifiées pour le 3e niveau en 2013-2014.

### Participants
- Barragistes de D3 : K. FC Izegem, R. Union St-Gilloise.
- Série A : K. Blue Star Poperinge, SK Terjoden-Welle, K. VK Ieper.
- Série B : Tempo Overijse MT, K. Olympia SC Wijgmaal, R. Wallonia Walhain CG.
- Série C : K. Excelsior SK Leopoldsburg, K. SK Bree, K. Sporting Hasselt.
- Série D : UR Namur, R. FC Liège, R. Aywaille FC.

### Programme
Le lundi 6 mai 2013, l'ordre des rencontres est fixé lors d'un tirage au sort qui a lieu dans les locaux de l'URBSFA.
Les vainqueurs des matches no 11 et no 12 montent ou restent en Division 3.
|                                                                            |                            |                              | Score    | Prol | TaB |
| Première journée - le 12 mai 2013                                          |                            |                              |          |      |     |
| 1                                                                          | K. Sporting Hasselt        | K. Olympia SC Wijgmaal       | 3-0      |      |     |
| 2                                                                          | K. SK Bree                 | R. Wallonia Walhain CG       | 1-1      | 1-2  |     |
| 3                                                                          | Tempo Overijse MT          | R. Aywaille FC               | 1-1      | 1-2  |     |
| 4                                                                          | K. VK Ieper                | K. Excelsior SK Leopoldsburg | 1-1      | 1-1  | 4-5 |
| 5                                                                          | R. FC Liège                | SK Terjoden-Welle            | 2-0      |      |     |
| 6                                                                          | UR Namur                   | K. Blue Star Poperinge       | 5-0 FFTA |      |     |
| Deuxième journée - le 19 mai 2013                                          |                            |                              |          |      |     |
| 7                                                                          | K. Sporting Hasselt        | UR Namur                     | 3-1      |      |     |
| 8                                                                          | R. Union St-Gilloise (III) | K. Excelsior SK Leopoldsburg | 3-3      | 4-4  | 4-3 |
| 9                                                                          | R. Aywaille FC             | K. FC Izegem (III)           | 0-1      |      |     |
| 10                                                                         | R. Wallonia Walhain CG     | R. FC Liège                  | 1-2      |      |     |
| Troisième journée - le 26 mai 2013                                         |                            |                              |          |      |     |
| 11                                                                         | R. Union St-Gilloise (III) | K. Sporting Hasselt          | 0-4      |      |     |
| K. Sporting Hasselt est promu en Division 3 !                              |                            |                              |          |      |     |
| 12                                                                         | K. FC Izegem (III)         | R. FC Liège                  | 3-2      |      |     |
| K. FC Izegem assure son maintien en Division 3 !                           |                            |                              |          |      |     |
| Quatrième journée - Repêchage - le 2 juin 2013                             |                            |                              |          |      |     |
| 13                                                                         | R. Union St-Gilloise (III) | R. FC de Liège               | 1-0      |      |     |
| Si le K. Beerschot AC est radié, l'Union St-Gilloise reste en Division 3 ! |                            |                              |          |      |     |

A K. BS Poperinge ne participe pas au tour final car il fusionne avec le K. VK Ieper pour former le K. VK Westhoek (appellation sous réserve de confirmation ultérieure)
- K. Sporting Hasselt gagne et le droit de monter en Division 3
- K. FC Izegem assure son maintien en Division 3.
  - En cas de radiation (très probable) du Beerschot AC, la R. Union St-Gilloise assure son maintien en Division 3.

## Barrages pour le maintien en Promotions
Lors de cette saison, une nouvelle procédure est mise en place. Contrairement aux saisons précédentes, le barrage entre clubs de Promotion n'assure plus du maintien direct. Cela en raison du fait que le nombre total de clubs doit être réduit de 66 (à la suite des deux repêchés en avant-saison) à 64.
Voir ci-dessous: Tour final interprovincial.

## Récapitulatif de la saison
- Champion A: K. RC Gent-Zeehaven
- Champion B: K. Londerzeel SK
- Champion C: KFC Oosterzonen Oosterwijk
- Champion D: R. Sprimont Comblain Sp.

| Région flamande (33)            | Région flamande (33) | Province de Brabant (12)     | Province de Brabant (12) | Région wallonne (20)   | Région wallonne (20) |
| ------------------------------- | -------------------- | ---------------------------- | ------------------------ | ---------------------- | -------------------- |
| Province d'Anvers               | 9                    | Région de Bruxelles-Capitale | 2                        | Province de Hainaut    | 6                    |
| Province de Flandre-Occidentale | 7                    | Province du Brabant flamand  | 9                        | Province de Liège      | 7                    |
| Province de Flandre-Orientale   | 9                    | Province du Brabant wallon   | 1                        | Province de Luxembourg | 3                    |
| Province de Limbourg            | 8                    |                              |                          | Province de Namur      | 4                    |

1. ↑  Au niveau footballistique, la province de Brabant est toujours unitaire malgré sa partition territoriale en 1995.

## Montée vers le3eniveau
Les quatre champions (RC Gent-Zeehaven, Londerzeel, Oosterwijk et Sprimont Comblain) sont promus en Division 3.

## Descente depuis le3eniveau
À la fin de cette saison, cinq sont relégués directs depuis la Division 3 2012-2013:
- R. Entente Bertrigeoise (série B)
- FC Bleid Molenbeek (série B) ce club prendra le nom de « BX Brussels » en 2013-2014
- K. SK Ronse (série A)
- R. Union St-Gilloise (série B)
- K. Racing Waregem (série A)

## Relégations vers le niveau inférieur
Les 16 relégués, triés par Province, sont:
| Clubs                                                                       |   | Provinces                       |
| --------------------------------------------------------------------------- | - | ------------------------------- |
| K. Ternsse VV Wommelgem, K. FC Katelijne                                    | ⇒ | Province d'Anvers               |
| K. Everbeur Sport Averbode, K. Dilbeek Sport, K. Kampenhout SK, KSKL Ternat | ⇒ | Province de Brabant             |
|                                                                             | ⇒ | Province de Flandre-Occidentale |
| KE Appelterre-Eichem, K. VC Jong Lede, K. SK Maldegem, K. FC Sparta Petegem | ⇒ | Province de Flandre-Orientale   |
| R. Union St-Ghislain Tertre-Hautrage                                        | ⇒ | Province de Hainaut             |
| R. Entente Blégnytoise                                                      | ⇒ | Province de Liège               |
| Excelsior Veldwezelt                                                        | ⇒ | Province de Limbourg            |
| R. RC Mormont                                                               | ⇒ | Province de Luxembourg          |
| R. Standard FC Bièvre, R. JS Taminoise                                      | ⇒ | Province de Namur               |

## Montée depuis le niveau inférieur
Seize clubs sont promus depuis les séries inférieures:
La Province de Flandre occidentale bénéficie d'un montant direct supplémentaire à la suite de l'arrêt d'activités du K. Blue Star Poperinge qui s'unit avec le K. VK Ieper. BS Poperinge ayant assuré son maintien en Promotion, sa province d'origine le remplace. Vainqueur du tour final de P1 de Flandre occidentale (victoire 2-4 après prolongation au VG Oostende), K. Sassport Boezinge est promu. Le VG Oostende est reversé dans le Tour final interprovincial.
Fait assez rare, neuf des seize promus n'ont jamais évolué en séries nationales par le passé !
| Provinces                       | Montant                                                 |
| ------------------------------- | ------------------------------------------------------- |
| Province d'Anvers               | K. FC St-Job, K. FC Zwarte Leeuw                        |
| Province de Brabant             | K. Wolvertem SC, FC Pepingen                            |
| Province de Flandre-Occidentale | FC Gullegem, K. Sassport Boezinge                       |
| Province de Flandre-Orientale   | K. FC sporting St-Gillis/Waas, R. RC Wetteren-Kwatrecht |
| Province de Hainaut             | R. Jeunesse Entente Binchoise                           |
| Province de Liège               | R. Spa FC, Solières Sport                               |
| Province de Limbourg            | RC Hades, K. Vlijtingen V&V                             |
| Province de Luxembourg          | R. RC Longlier                                          |
| Province de Namur               | R. ES Couvin-Mariembourg, CS Onhaye                     |

### Tour final interprovincial
La procédure des barrages et du tour final interprovincial est adapté pour de cette saison. Les deux clubs perdant le barrage entre promotionnaires sont relégués alors que les vainqueurs entrent dans le TF Interprovincial. Ce changement a été induit par le repêchage de deux clubs avant le début du championnat. Les séries comportant 66 équipes (65 après le replacement de Tournai en Division 3) doivent donc perdre deux formations. Cela, ajouté aux 5 relégués de D3, doit ramener le nombre de Promotionnaires à 64.
L'ordre des rencontres est désigné par un tirage au sort qui a lieu dans les locaux de l'URBSFA, le lundi 6 mai 2013.
À chaque tour la qualification se joue en une seule manche, sur le terrain de la première équipe tirée au sort (Prolongations et tirs au but possibles). À noter que les fusions annoncées (K. VK Ieper + K. Blue Star Poperinge et R. JS Heppignies + FC Charleroi) pourraient libérer deux places si elles se confirment. Dans ce cas le « Tour final interprovincial » est décisif en deux tours et non trois.

#### Barrages entre Promotion
|                                                      |                 |                     | Score | Prol | TaB |
| Première journée - le 12 mai 2013                    |                 |                     |       |      |     |
| 1                                                    | R. JS Taminoise | K.FC Sparta Petegem | 1-0   |      |     |
| K. FC Sparta Petegem Relégué en P1 Flandre orientale |                 |                     |       |      |     |
| 2                                                    | K. FC Katelijne | K. SKL Ternat       | 3-0   |      |     |
| K. SKL Ternat ⇒ Relégué                              |                 |                     |       |      |     |

#### Participants TF Interprovincial 2012-2013
- Barragistes de Promotion:
- Province de Flandre-Occidentale: VG Oostende
- Province de Hainaut: R. Gosselies Sports
- Province de Liège: Solières Sport
- Province de Limbourg: K. Vlijtingen V&V.
- Province de Luxembourg: R. ES Champlonaise
- Province de Namur: R. ES Couvin-Mariembourg

#### Interprovincial
Ce tour final oppose les deux vainqueurs du « Barrage entre Promotion » et les six équipes qualifiées depuis les  séries de Première Provinciale dans les six provinces qui ne bénéficient pas d'un second montant direct. Ce tour interprovincial offre deux places en Promotion.
|                                                                        |                                        |                                        | Score | Prol | TaB |
| Deuxième journée - le 19 mai 2013                                      |                                        |                                        |       |      |     |
| 3                                                                      | R. Entente Sportive Couvin-Mariembourg | VG Oostende                            | 5-0   | FFT  |     |
| VG Oostende renonce à participer par « manque de joueurs disponibles » |                                        |                                        |       |      |     |
| 4                                                                      | R. Gosselies Sports                    | R. JS Taminoise                        | 2-1   |      |     |
| R. JS Taminoise Relégué en P1 Namur                                    |                                        |                                        |       |      |     |
| 5                                                                      | R. ES Champlonaise                     | Solières Sport                         | 2-2   | 2-3  |     |
| 6                                                                      | K. Vlijtingen V&V                      | K. FC Katelijne                        | 1-0   |      |     |
| K. FC Katelijne Relégué en P1 Anvers                                   |                                        |                                        |       |      |     |
| Troisième journée - le 26 mai 2013                                     |                                        |                                        |       |      |     |
| 7                                                                      | R. Gosselies Sports                    | R. Entente Sportive Couvin-Mariembourg | 1-2   |      |     |
| R. ES Couvin-Mariembourg monte en Promotion !                          |                                        |                                        |       |      |     |
| 8                                                                      | Solières Sport                         | K. Vlijtingen V&V                      | 0-0   | 0-0  | 5-6 |
| K. Vlijtingen V&V monte en Promotion !                                 |                                        |                                        |       |      |     |
| Quatrième journée « repêchage » - le 2 juin 2013                       |                                        |                                        |       |      |     |
| si le ...                                                              |                                        |                                        |       |      |     |
| 9                                                                      | R. Gosselies Sport                     | Solières Sport                         | 1-2   |      |     |

- Le K. FC Katelijne et la R. JS Taminoise sont relégués en 1re Provinciale.
- La R. ES Couvin-Mariembourg et K. Vlijtingen V&V montent en Promotion.
  - Si comme c'est fort probable le K. Beerschot AC est radié, Solières Sport monte en Promotion.